# フラッシュ (バンド)
フラッシュ（Flash）は、1971年8月に、元イエスのギタリストであるピーター・バンクス、ボーカリストのコリン・カーター、ベーシストのレイ・ベネット、ドラマーのマイク・ハフによって結成されたイングランドのプログレッシブ・ロック・グループである。

## 略歴

### 初期のキャリア
フラッシュは、1971年11月にレコーディング・スタジオに入りデビュー・アルバムをレコーディングし、1972年1月14日に最初のギグを行った。偶然にも、ちょうど1年後の1973年1月14日に、フラッシュはニューヨークのフィルハーモニック・ホールを満杯にした。
最初のフラッシュのアルバムに登場した元イエスのメンバーであるキーボード奏者のトニー・ケイが、グループの「公式」メンバーであったのか、単にゲストであったのかについてはいくつかの議論があった。混乱の要因は、レコード会社がグループの他のメンバーと一緒にジャケットの裏表紙にケイを掲載したという事実にあった。すべての関係者インタビューから、ケイは参加を打診されたものの辞退し、ファースト・アルバムのゲストとされるべきだったことが確認されている。ケイは1972年にバジャーを結成した。当時、イアン・マクドナルド（元キング・クリムゾン）、リック・ウェイクマン（すぐにイエスに加入）、パトリック・モラーツ（後のイエス・メンバー）を含む、さまざまなケイ以外のキーボード奏者がアプローチまたはオーディションを受けたが、最終的にバンドはキーボードのいない四人組として活動を続けることにし、カーターが時折シンセサイザーのパートを担当した。
映画『Record Review』で取り上げられ、シングル「Small Beginnings」（1972年、Billboard Hot 100チャート29位）がマイナー・ヒットした。楽曲「Small Beginnings」は、数多くのコンピレーション・アルバムにも収録されている。最近では、ボブ・ストラウドの『Rock 'n Roll Roots, Vol. 10』に収められた。
バンドは、『フラッシュ』（1972年）、『イン・ザ・キャン』（1972年11月）、『アウト・オブ・アワ・ハンズ』（1973年夏）の3枚のアルバムをリリースした。
フラッシュはキャピトル・レコードのサブレーベルである「Sovereign」と契約し、レーベルからサポートを受けた。レーベルは、エマーソン・レイク・アンド・パーマー、イエスなどの他のプログレッシブ・ロック・バンドと同じレベルの成功を望んでいた。デビューLPは10万枚超が販売された。彼らは1972年初頭、北米で計4回、さらにヨーロッパ（オランダ、ベルギー、ドイツ）でツアーを行い、1973年にはベック・ボガート & アピスとの共同ツアーを含む、母国イギリスでの定期的なギグで演奏をし続けた。そして3枚目のアルバムを作成しながら、オーストラリアでの短いツアーを行った。バンドに相談せず、バンクスを含む全員が落胆することになるのだが、キャピトルは「フラッシュ」という名前の別の地元バンドから法的に訴えられることを避けるため、また、ほぼ同時にキャピトルでリリースされた『トゥ・サイズ・オブ・ピーター・バンクス <二面性>』(1973年)というバンクスのソロ・アルバムを販売促進するために、「Flash - featuring England's Peter Banks」名義で3枚目のアルバムをリリースした。
フラッシュはアメリカ・ツアー中の1973年11月、ニューメキシコ州アルバカーキで解散した。この頃までに、バンクスと他のバンド・メンバーとの関係が悪化し、経営陣はバンクスの後継者を見つけてバンドを続けることを提案していた。彼らは優れた音楽的ケミストリーを引き出すためにそうすることに決めたが、結局、メンバー間の緊張は高まり続け、バンドの突然の終焉を引き起こすことになった。

### 解散以降の動向
バンド解散後の数年間、メンバーたちはさまざまな組み合わせで一緒に仕事を続けることになった。
ベネットとカーターは、キーボード奏者のクリス・ピジョン、元フレイミング・ユースのメンバーでギターのゴードン・スミス（後に元サヴォイ・ブラウンのバリー・ポールと交代）と、最終的にはハフをメンバーに加え、別のバンドを始めようとした。ロンドンのマーキー・クラブで唯一のギグを行った後、バンド(非公式なバンド名はBlaze)はニューヨークに定住したものの、レコード契約を確保できず(経営陣がより良いものを期待していくつかのオファーを断った)、解散した。この直後、カーターとハフは、ニューヨークのキーボード奏者アル・グリーンウッドと共に、ニューヨークで活動していた別のバンド、ストーム (Storm)の一員となった。このバンドもまた、デビューに失敗し、グリーンウッドははるかに成功したバンド、フォリナーへとたどり着いた。レイ・ベネットは、バンド結成がなされている中、ベースでフォリナーに参加するよう招待されたが辞退した。
1975年、バンクスはシドニー・ジョーダン（別名シドニー・フォックス）とアンドリュー・マカロック（ドラム、元キング・クリムゾンで元グリーンスレイド）との新しいプロジェクトにベネットを招待した。ロンドンでの最初のリハーサルはデモ・レコーディングにつながったが、ピート・タウンゼントとロバート・スティグウッドの手助けを得ながらも、バンクスは契約を得ることができなかった。その後、ベネットはジョーダンとマカロックと別のデモを録音したが、そこにバンクスは含まれなかった。
1976年、ベネットは、再びジョーダンをフィーチャーしたバンクスの新しいプロジェクト「エンパイア」の一員となったが、この再会は短命に終わった。
1980年代初頭、ロサンゼルスに拠点を置く元フラッシュ・メンバー全員による再結成を試みたが失敗した。バンクスとベネットは再びバラバラになるまで非公式ながら一緒に演奏をし続けた。
1997年にリリースされたアルバム『Psychosync』は、WLIRラジオの放送のために1973年に行われたライブ録音だけでなく、テレビ番組『ミッドナイト・スペシャル』で演奏された2曲も一緒にまとめられている。
最近になり、ベネットとカーターがフラッシュ名義で、再び一緒に演奏するようになった（ハフも当初は関与していたが後に脱退し、バンクスが参加するという話もあったが、結局、バンクスがベネットとカーターと再び衝突して話は流れた）。
ベネット（現在はリード・ギター）とカーターは、メキシコで2005年に行われたバハ・プログ・フェスティバルにてフラッシュ名義のデュオとして一緒に演奏した。
ベネットとカーターは、2009年7月に「フラッシュ/ベネットカーター」のMySpaceサイトにて、新しいフラッシュのマテリアルを掲載した。新曲のタイトルは「Grand Canyon」「How the West Was Won (後に『Into the Sun』に変更)」「10,000」であった。再結成フラッシュのビデオはYouTubeで見つけることができる。
新しいマテリアルに加えて、フラッシュは以前のアルバムでリリースされていたオリジナルのフラッシュによる楽曲のリハーサル・ビデオを投稿した。これには、デビューアルバム『フラッシュ』(1972年)の「Children of The Universe」、3枚目のアルバム『アウト・オブ・アワ・ハンズ』(1973年)の「Manhattan Morning」などが含まれていた。

### ベネット/カーター主導の再結成
2010年8月31日、フルバンドとしては解散以来初となる一般公開を行い、次回のミニ・ツアーに向けて「ライブ・ドレス・リハーサル」を行った。それはラスベガスの南東、ネバダ州ヘンダーソンにあるE-String Barで行われた。ラインナップは、コリン・カーター（ボーカル）、レイ・ベネット（ギター、ボーカル）、ウェイン・カーヴァー（ベース、ボーカル）、マーク・パーディ（ドラムス）、リック・ドハーティ（キーボード）。そして2010年9月4日にノースカロライナ州チャペルヒルで開催された「International ProgDay Festival」のヘッドライナーとして公式に再結成を果たした。
2013年3月、再結成には不参加だった創設者ピーター・バンクスが死去する。40年ぶりにフラッシュがアルバム『Flash Featuring Ray Bennett & Colin Carter』（クレオパトラ・レコード）を5月にリリースする予定の直前のことだった。バンクスは急死する前にそのアルバムからの3曲を聴いており、特にバンド初のカバー曲、NIN/トレント・レズナーの「Hurt」を評価していた。さらに10月には、バンクスがマスタリングを手掛けた1973年のライブ音源『フラッシュ・イン・パブリック - フィーチャーリング・ピーター・バンクス』がリリースされた。
2025年1月、ボーカルのコリン・カーターが死去。

## メンバー
- ピーター・バンクス (Peter Banks) - ギター、シンセサイザー、ボーカル
- コリン・カーター (Colin Carter) - リード・ボーカル、シンセサイザー
- レイ・ベネット (Ray Bennett) - ベース、ボーカル
- マイク・ハフ (Mike Hough) - ドラム、パーカッション

## ディスコグラフィ

### アルバム
- 『フラッシュ』 - Flash (1972年)
- 『イン・ザ・キャン』 - In the Can (1972年) ※旧邦題『フラッシュ2』
- 『アウト・オブ・アワ・ハンズ』 - Out of Our Hands (1973年) ※旧邦題『死霊の国』
- Psychosync (1997年) ※1973年のラジオ放送音源。ブートレッグをパッケージを含めてそのままコピーしてオフィシャル盤として発売したもの
- Flash Featuring Ray Bennett & Colin Carter (2013年)
- 『フラッシュ・イン・パブリック - フィーチャーリング・ピーター・バンクス』 - In Public featuring Peter Banks (2013年) ※1973年のライブ音源

### シングル
- "Small Beginnings" (1972年)
- "Lifetime" (1972年)

## 参考
- ヒプノシス - 1stから3rdアルバムまでのジャケット・アートを担当